# ハムサ

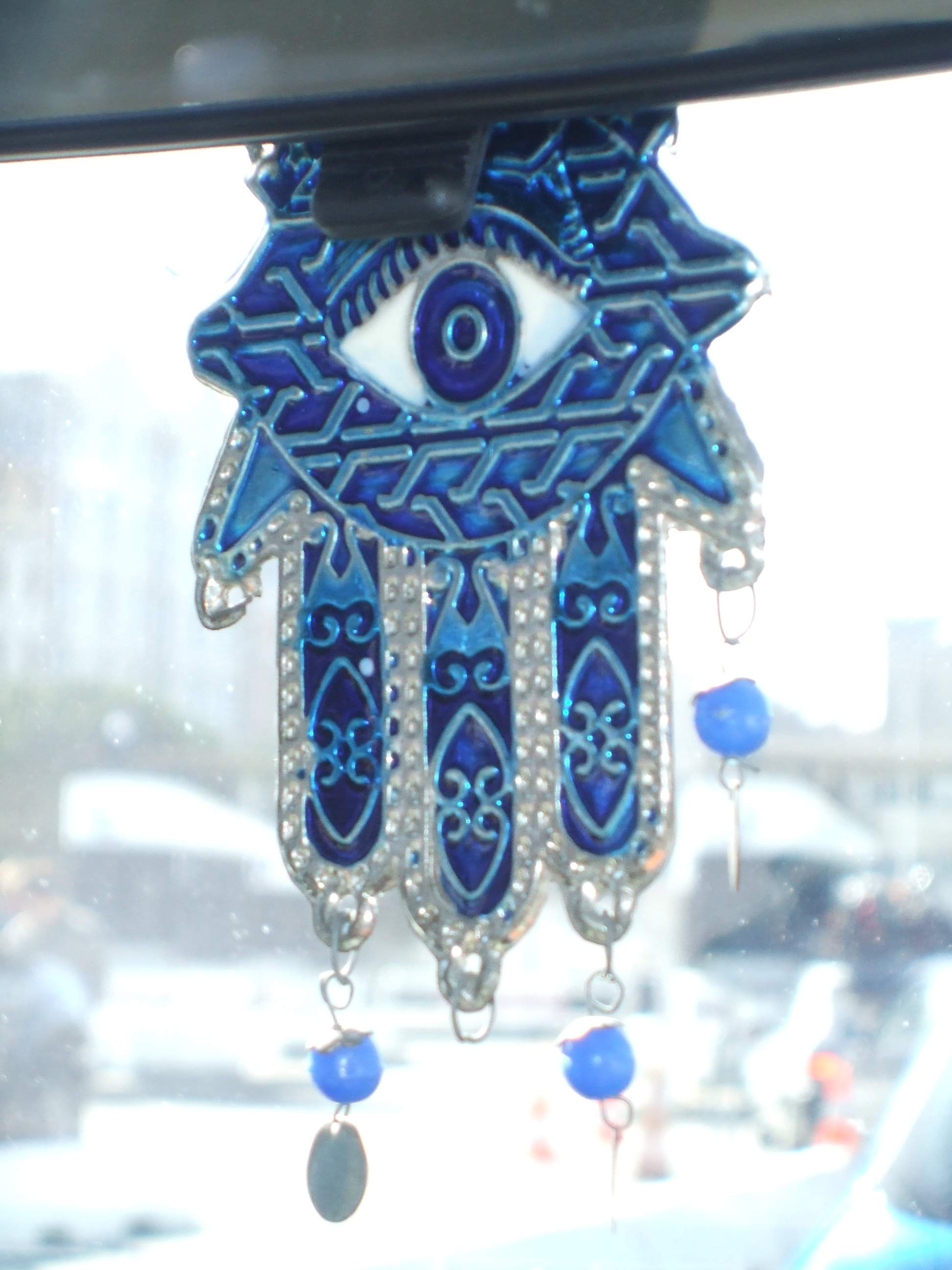
チュニジアのハムサ

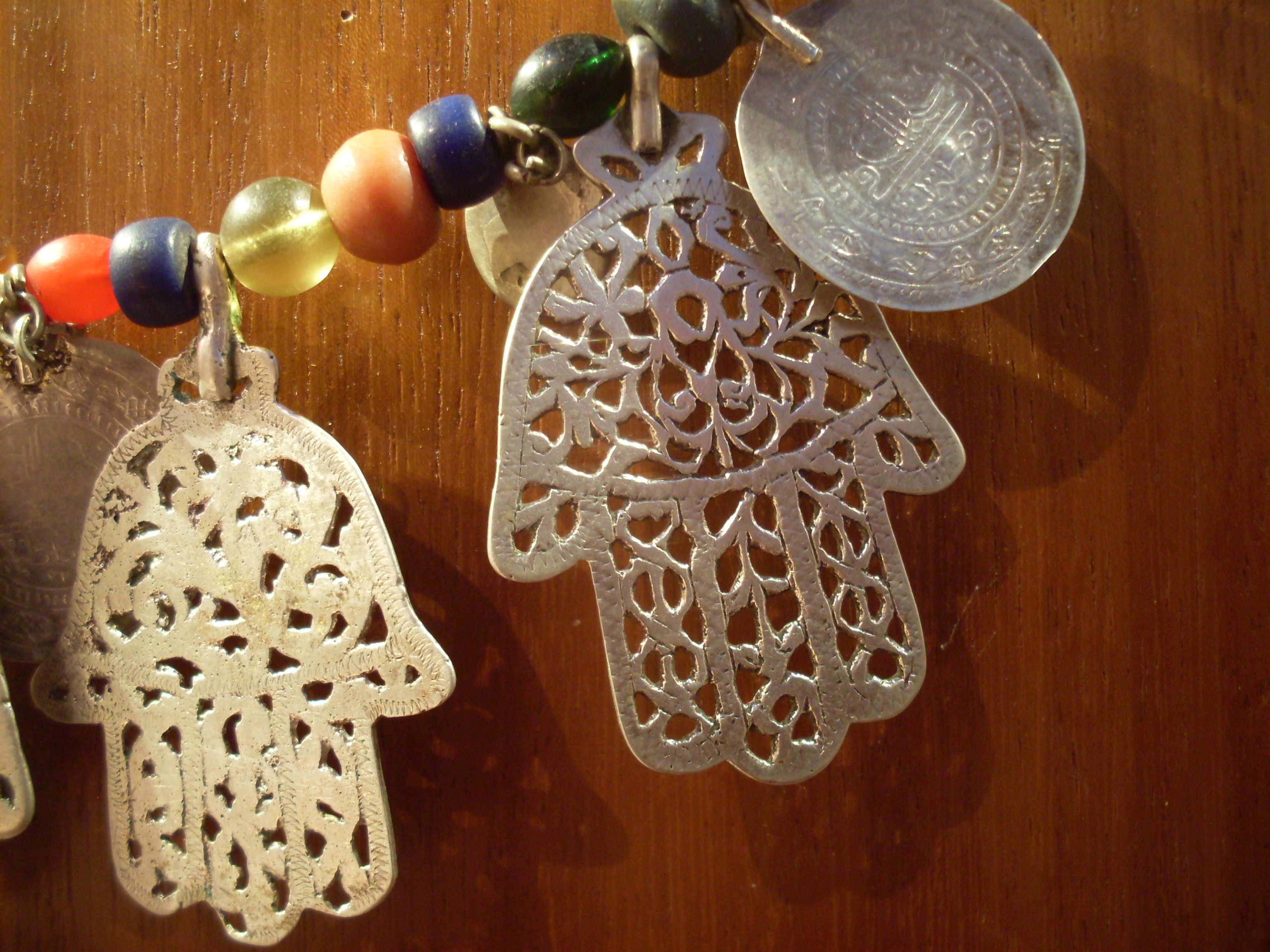
ジェルバ島博物館蔵のハムサ

ハムサ（アラビア語: خمسة, khamsa [xamsa]）は、主に中東、マグリブ地方で使われる、邪視から身を守るための護符である。
イスラム社会ではファーティマの手あるいはファーティマの目としても知られ、中東のユダヤ教徒社会（ミズラヒムなど）ではミリアムの手（Hand of Miriam）あるいはアイン・ハー＝ラー（עַיִן הָרָע ‘ayin hāRā‘、悪い目、「邪視」）として知られる。
典型的なハムサは5指のうちの中央の3本が山形を成し、親指と小指が同じ長さの手の形をしたデザインである。中央に目やダビデの星、イクトゥスをあしらったハムサなどがある。
中東では、邪視に対抗するアミュレットとしてイスラム教徒とミズラヒムの社会では、ハムサを壁などにかけた。
マグリブ地方では邪視除け以外にも、豊饒のシンボルとして贈答品や奉納品、結婚式や店舗の飾りとして用いられる。

## 語源
ハムサはアラビア語で「5」を意味する数字で、五本指のことであり、ヘブライ語のハミッシャー（חֲמִשָּׁה chamiššāh）、ハーメーシュ（חָמֵשׁ chāmēš）に対応するが、今となっては音素が異なってしまっている（ヘブライ文字でアラビア語通りに書くと כַמְשַׂ のようになってしまう）。
ムスリムにとって「5」は、その行動規範である六信五行の5に通じ、1日のうちに行うべき礼拝の回数の5に通じる。また、ユダヤ教徒にとって「5」はモーセ五書に通じ、いずれの宗教にとっても「5」は神の摂理を表す神秘的な数字として扱われる。

## 起源
ハムサが護符として普及した起源は明らかではないが、フェニキアの女神タニトを祀る石碑には手形模様の刻印が見られるものが多く、タニトの化身と称されたカルタゴの創始者ディードーのシンボルともなっている。また、古代ギリシャの神バッカスの祭祀にも同様のシンボルが多く見られることから、ハムサは古代ギリシア・フェニキア時代の地中海文化にその起源があると考えられる。豊饒神であり軍神としての性格を持つタニト信仰は、古代ローマ時代にはユノー信仰へと継承され、手形模様も伝播していった。

## 邪視とハムサ
中東や南ヨーロッパでは、青い瞳を持つ人間は邪視を持つ、つまり、故意または無意識に人々に呪いをかける力があるとされる。ある人物から見られると、自身やその財産に危害が及んでしまう、という呪術的な信仰とも言われる。
いくつかの文化では、邪視は人々が何気なく目を向けた物に不運を与えるジンクスとされる。 他方ではそれは、「妬みの眼差し」が不運をもたらすと信じられた。
また、イスラム教の偶像否定は像に表すことのできない唯一神の冒涜であるとする教義によるのであるが、民間ではイスラム化以前に作られ、また描かれた聖像、偶像の目が邪視をもたらすからとの解釈が生まれ、偶像破壊に際しては、その目の周囲だけが破壊されることが多かった。